# Kopanka (obwód lwowski)
Kopanka – wieś na Ukrainie w rejonie lwowskim (wcześniej w rejonie żółkiewskim) należącym do obwodu lwowskiego. Także znana nazwa Pod Buczkiem.